# The Book of Taliesyn
The Book of Taliesyn je druhé studiové album anglické skupiny Deep Purple. Deska pokračuje v cestě začaté jeho předchůdcem Shades of Deep Purple. Ještě pořád můžeme hovořit o desce vycházející z bigbítu 60. let. K pozdějším hardrockovým expresům se kapela posunula jen o malý krok. K výrazným titulům na albu patří skladba „Kentucky Woman“, převzatá z repertoáru Neila Diamonda. Je klasickým případem momentálního vývoje kapely, kdy se pod klenoucí a výraznou melodií objevuje už moderně vyrovnaná hardrocková rytmika.
Svým druhým albem pokračovali Deep Purple v kolejích, které razila jejich debutová deska, a které připomínají tehdejší hit americké skupiny Vanilla Fudge „You Keep Me Hanging On“. Ačkoli jejich vlastní písně byly nápadité a některé by se daly označit až za provokativní, stále ještě nedosahovaly úspěchů převzatých věcí. To potvrzuje také nejoblíbenější píseň z tohoto alba, coververze „Kentucky Woman“ od Neila Diamonda, jež se dostala do první pětadvacítky hitparády Top 40. I zde se objevuje jedna předělávka skladby Beatles, tentokrát se jedná o „We Can Work It Out“, která se jakoby zničehonic objevuje po Blackmorově rockovém jamu s názvem „Exposition“. Tato deska vyšla v době vrcholící psychedelické vlny, Deep Purple však budí dojem, že se k ní úmyslně stavěli zády a inspiraci hledali, jak sami tvrdí v úvodní písni, u Taliesina, básníka ze dvora krále Artuše na hradě Kamelot. Tuto „antipsychedelickou koncepci“ podtrhují jak oba závěrečné rockové hymny „The Anthem“ a „River Deep, Mountain High“, tak i kreslený obal alba od Johna Vernona.

## Seznam skladeb
| LP strana 1 | LP strana 1                                             | LP strana 1                                      | LP strana 1 |
| Pořadí      | Název                                                   | Autor                                            | Délka       |
| ----------- | ------------------------------------------------------- | ------------------------------------------------ | ----------- |
| 1.          | Listen, Learn, Read On                                  | Blackmore, Evans, Lord, Paice                    | 4:05        |
| 2.          | Wring That Neck (V USA původně pojmenována „Hard Road“) | Blackmore, Lord, Paice, Simper                   | 5:13        |
| 3.          | Kentucky Woman                                          | Diamond                                          | 4:44        |
| 4.          | a) Exposition b) We Can Work It Out                     | Blackmore, Simper, Lord, Paice Lennon, McCartney | 7:07        |

| LP strana 2 | LP strana 2                                               | LP strana 2               | LP strana 2 |
| Pořadí      | Název                                                     | Autor                     | Délka       |
| ----------- | --------------------------------------------------------- | ------------------------- | ----------- |
| 5.          | Shield                                                    | Blackmore, Evans, Lord    | 6:06        |
| 6.          | Anthem                                                    | Evans, Lord               | 6:31        |
| 7.          | River Deep – Mountain High (Ike & Tina Turner coververze) | Barry, Greenwich, Spector | 10:12       |

| Bonusové skladby na znovuvydaném CD | Bonusové skladby na znovuvydaném CD              | Bonusové skladby na znovuvydaném CD | Bonusové skladby na znovuvydaném CD |
| Pořadí                              | Název                                            | Autor                               | Délka                               |
| ----------------------------------- | ------------------------------------------------ | ----------------------------------- | ----------------------------------- |
| 8.                                  | Oh No No No (studio outtake)                     | Leander, Russell                    | 4:25                                |
| 9.                                  | It’s All Over (BBC Top Gear Session)             | Berns, Leander                      | 4:14                                |
| 10.                                 | Hey Bop a Re Bop (BBC Top Gear Session)          | Blackmore, Evans, Lord, Paice       | 3:31                                |
| 11.                                 | Wring That Neck (BBC Top Gear Session)           | Blackmore, Lord, Paice, Simper      | 4:42                                |
| 12.                                 | Playground (remixed instrumental studio outtake) | Blackmore, Lord, Paice, Simper      | 4:29                                |

## Obsazení
- Ritchie Blackmore – kytara
- Rod Evans – zpěv
- Nick Simper – baskytara, zpěv
- Jon Lord – klávesy, zpěv
- Ian Paice – bicí